# Eine Laine
Eine Lahja Laine, född 13 december 1892 i Helsingfors, död 5 juli 1970 i Helsingfors, var en finländsk sångtextförfattare, regissör och skådespelare. Hon textförfattade över 90 sånger samt medverkade i 39 filmer och regisserade två TV-serier. Hon använde sig av pseudonymerna A. Puhto, Ela och Elviira Suulasvuo.

## Biografi
Laine föddes som det tredje barnet till muraren Filip Laine och dennes dåvarande hustru Maria Paaso. Föräldrarna skiljdes 1917 efter faderns självmordsförsök. Modern var riksdagsledamot för Finlands socialdemokratiska parti och Eine medföljde modern på dennes kampanjresor. 1929 gjorde Laine två skivinspelningar tillsammans med Martti Similä (Kaarle Vento) till ackompanjemang av Helsingin Homocord-orkesteri.
Som sångtextförfattare arbetade Laine tillsammans med kompositörerna Harry Bergström, George de Godzinsky, Georg Malmstén och Robert von Essen, men hon samarbetade även med Eugen Malmstén och Yrjö Gunaropulos. Hennes många sånger har framförts av ett otal artister; däribland Arvi Tikkala, Teemu Grönberg, Olavi Virta och Aulikki Rautavaara.
Hon tilldelades Pro Finlandia-medaljen 1947. Eine Laine var gift med Yrjö Tuominen och Einar Rinne och var syster till Laina Laine.

## Filmografi[4]
- Muurmanin pakolaiset, 1927
- Minä ja ministeri, 1934
- Kaikki rakastavat, 1935
- Kaikenlaisia vieraita, 1936
- Olenko minä tullut haaremiin, 1938
- Syyllisiäkö?, 1938
- Markan tähden, 1938
- Herra johtajan "harha-askel", 1940
- Kyökin puolella, 1940
- Lapseni on minun, 1940
- Kersantilleko Emma nauroi?, 1940
- Poikani pääkonsuli, 1940
- Suomisen perhe, 1941
- Poretta eli Keisarin uudet pisteet, 1941
- Morsian yllättää, 1941
- Neljä naista, 1942
- Kuollut mies rakastuu, 1942
- Synnin puumerkki, 1942
- Hopeakihlajaiset, 1942
- Neiti Tuittupää, 1943
- Kirkastettu sydän, 1943
- Suomisen taiteilijat, 1943
- "Herra ja ylhäisyys", 1944
- Kuollut mies vihastuu, 1944
- Suomisen Olli rakastuu, 1944
- Kartanon naiset, 1944
- Linnaisten vihreä kamari, 1945
- Trettonde varslet, 1945
- Valkoisen neilikan velho, 1945
- Kilroy sen teki, 1948
- "Sankari kuin sankari, 1948
- Maija löytää sävelen, 1950
- Vihaan sinua – rakas, 1951
- Salakuljettajan laulu, 1952
- Sitalan pehtoori, 1953
- Taas tapaamme Suomisen perheen, 1959
- Tuttavamme Tarkat (TV-serie), 1961–1962 (samt regisserade)
- Toukokuun rapsodia, 1965
- Me Tammelat (TV-serie), 1963–1968 (samt regisserade)